# فيليب هوفمان (مخرج)
فيليب هوفمان هو صانع أفلام وثائقية ومخرج كندي، ولد في 10 ديسمبر 1955 في كيتشنر في كندا.

## وصلات خارجية
- فيليب هوفمان على موقع IMDb (الإنجليزية)
- فيليب هوفمان على موقع قاعدة بيانات الفيلم (الإنجليزية)